# Phlegra v-epigynalis
Phlegra v-epigynalis är en spindelart som beskrevs av Prószynski 1998. Phlegra v-epigynalis ingår i släktet Phlegra och familjen hoppspindlar. Inga underarter finns listade i Catalogue of Life.